# Shaleum Logan
Shaleum Narval Logan (* 29. Januar 1988 in Manchester) ist ein englischer Fußballspieler, der zuletzt beim FC Aberdeen unter Vertrag stand.

## Karriere
Shaleum Logan wurde in der Jugendakademie von Manchester City ausgebildet und unterschrieb im Jahr 2007 einen Dreijahresvertrag. Seinen ersten beeindruckenden Auftritt hatte er beim FA Youth Cup 2005/06, als die Mannschaft im Finale dem FC Liverpool mit 2:3 unterlag.
Sein Debüt in der Profimannschaft absolvierte er im August 2007 beim 2:1-Sieg über Bristol City im League Cup und das zweite Spiel einen Monat später in der zweiten Runde des League Cup gegen Norwich City. Danach wechselte er zu Grimsby Town für eine Leihfrist von einem Monat. In seinem ersten Spiel erzielte er auch sein erstes Tor gegen den AFC Rochdale. Nach Ende der Leihfrist spielte er auf einer weiteren einmonatigen Leihbasis, dieses Mal bei Scunthorpe United. Nach vier Spielen kehrte er wieder zurück zu den Citizens. Im Februar 2008 wurde er wiederum für einen Monat an Stockport County verliehen, wo er sieben Spiele absolvierte.
Am 27. Juli 2009 wurde er für die gesamte Spielzeit 2009/10 an die Tranmere Rovers verliehen, nachdem er zuvor einen neuen Vertrag bei Manchester City unterschrieben hatte. In der Saisonpause absolvierte er Probetrainings bei den Doncaster Rovers und Sheffield United.
Zur Saison 2011/12 wurde Logan bei Manchester City gekündet. Daraufhin schloss er sich am 24. Juni 2011 dem FC Brentford an. Nachdem Logan in seiner ersten Spielzeit für Brentford 32 Ligaspiele absolviert hatte, wurde sein Vertrag im Juni 2012 verlängert. In der Saison 2012/13 bestritt er alle 53 Pflichtspiele in diversen Wettbewerben und verlängerte im Januar 2013 abermals seinen Vertrag.
Am 30. Januar 2014 wurde er bis zum Saisonende an den schottischen Verein FC Aberdeen verliehen, wo er auf seine ehemaligen Teamkollegen Willo Flood, Niall McGinn und Nicky Weaver traf. Nach 13 Ligaeinsätzen und einem Treffer unterschrieb er am 27. Mai 2014 einen Zwei-Jahres-Vertrag bei den Dons.

## Sonstiges
Sein älterer Bruder Carlos Logan spielte von 2004 bis 2005 bei Manchester City.